# Мокра вулиця (Київ)
Мóкра ву́лиця — вулиця у Солом'янському районі міста Києва, місцевості Солом'янка, Кучмин яр. Пролягає від площі Петра Кривоноса до провулка Енергетиків.
Прилучаються вулиці Митрополита Василя Липківського, Кучмин Яр, провулок Кудряшова, вулиці Людмили Проценко, Генерала Шаповала і Роздільна.

## Історія
Вулиця виникла у 1890-х роках. Становила частину Мокрої вулиці (за назвою річки Мокра, що протікала дном Кучминого яру; зараз річка протікає колектором під вулицею). 
У 1955 році набула назву Вулиця Кудряшова на честь Героя Радянського Союзу Володимира Кудряшова. Сучасні забудова й планування — з 1960—1970-х років.
2023 року вулиці повернуто історичну назву — Мокра.

## Пам'ятники історії та архітектури
Пам'ятником історії та архітектури є Будинок ливарного цеху локомотивного депо, де в 1939–1941 роках працював С. П. Голованьов, машиніст, командир бронепоїзда «Літер Б», який загинув при обороні Києва.

## Пам'ятники та пам'ятні знаки
- Пам'ятник-паровоз на честь бойових та трудових подвигів київських залізничників
- Пам'ятний знак на історичному місці на території локомотивного депо, робітники якого були розстріляні 23 липня (5 серпня) 1903 року під час мітингу на підтримку Всеросійського загального політичного страйку
- Пам'ятний знак на честь робітників локомотивного депо, які загинули в роки німецько-радянської війни
- Пам'ятний знак на честь героїв-добровольців АТО

## Зображення

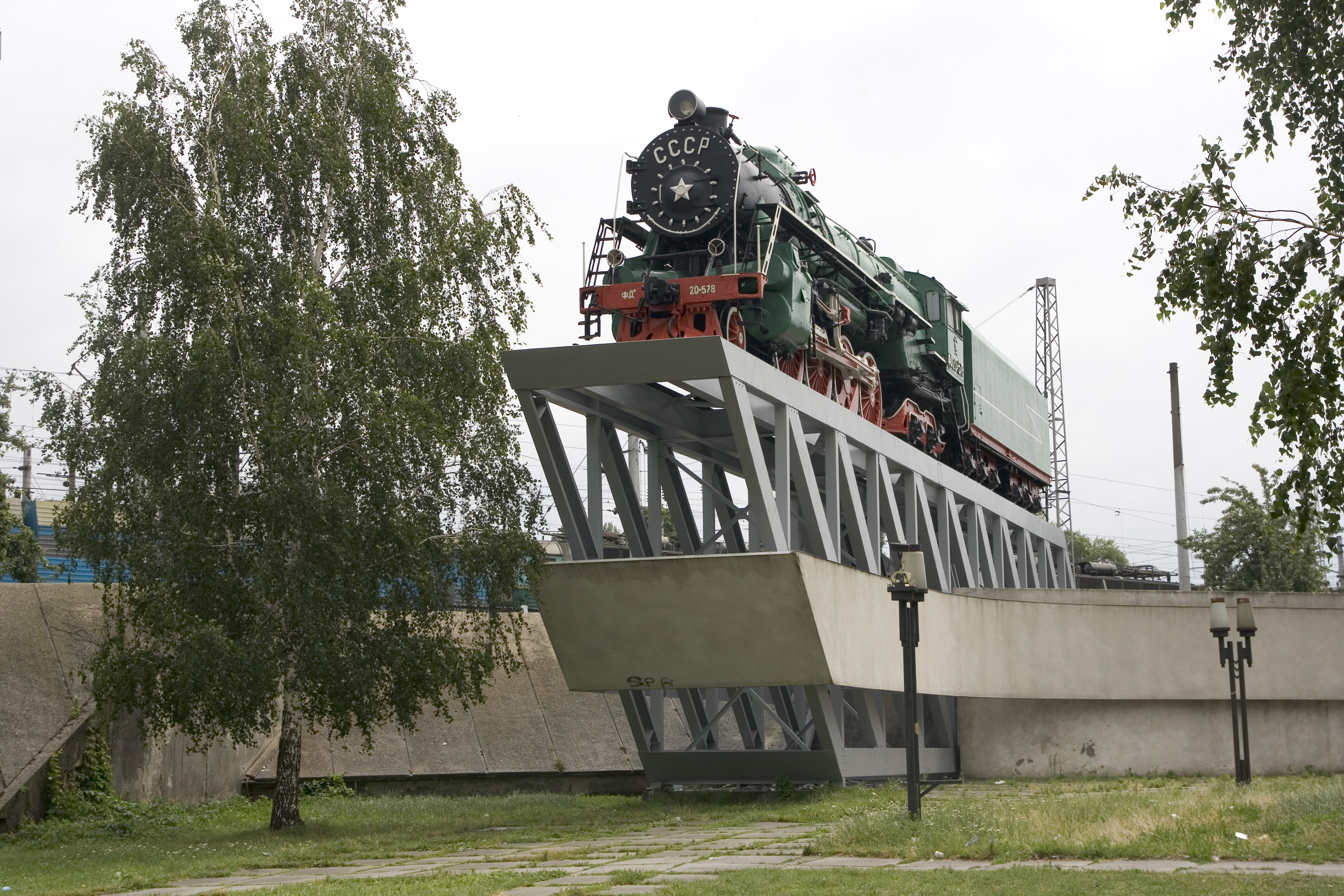
Пам'ятник-паровоз на честь бойових та трудових подвигів київських залізничників біля залізничної станції Київ-Пасажирський
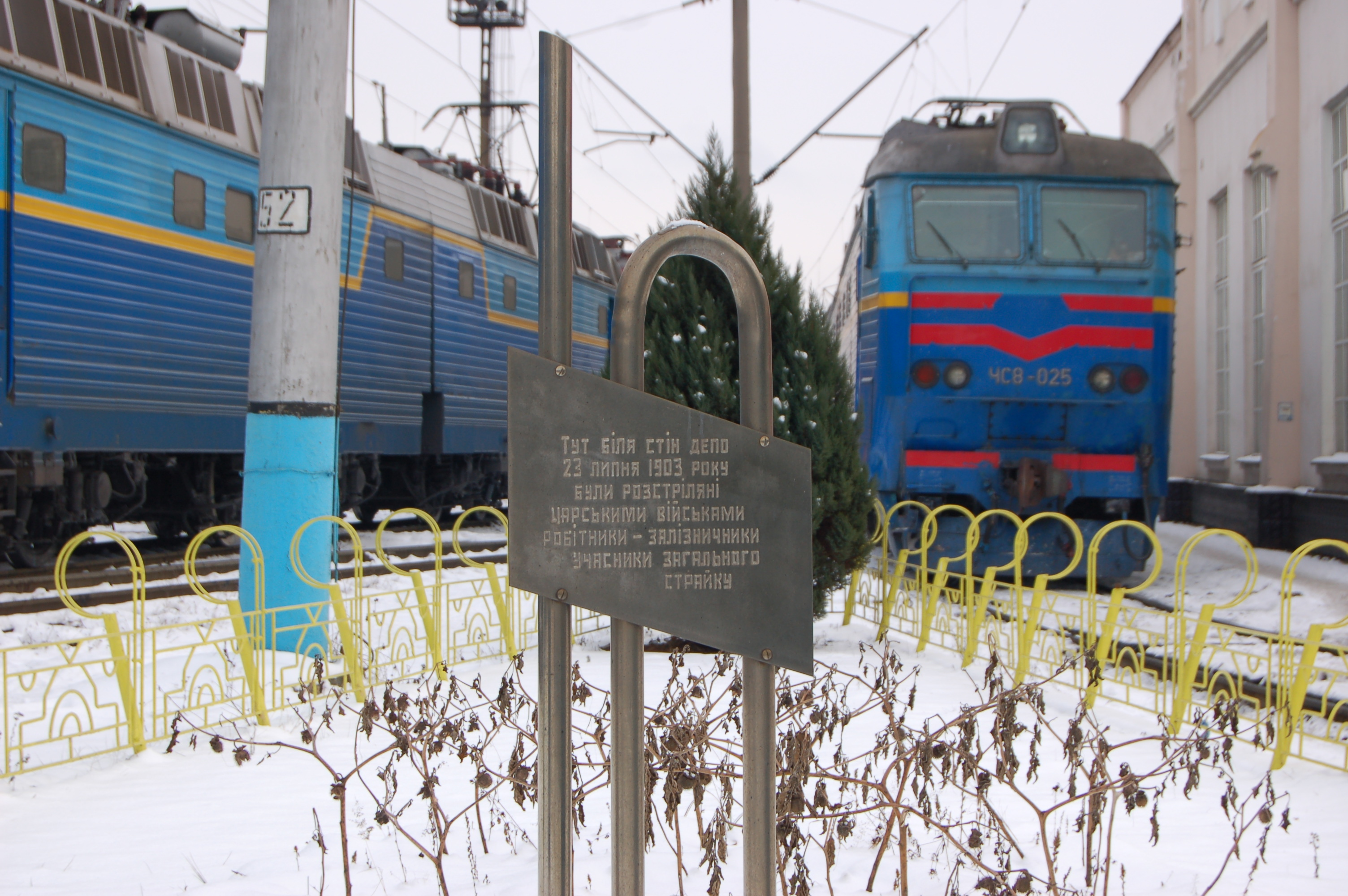
Пам'ятний знак на історичному місці на території локомотивного депо, робітників якого розстріляли 23 липня (5 серпня) 1903 року під час мітингу на підтримку Всеросійського загального політичного страйку в Києві
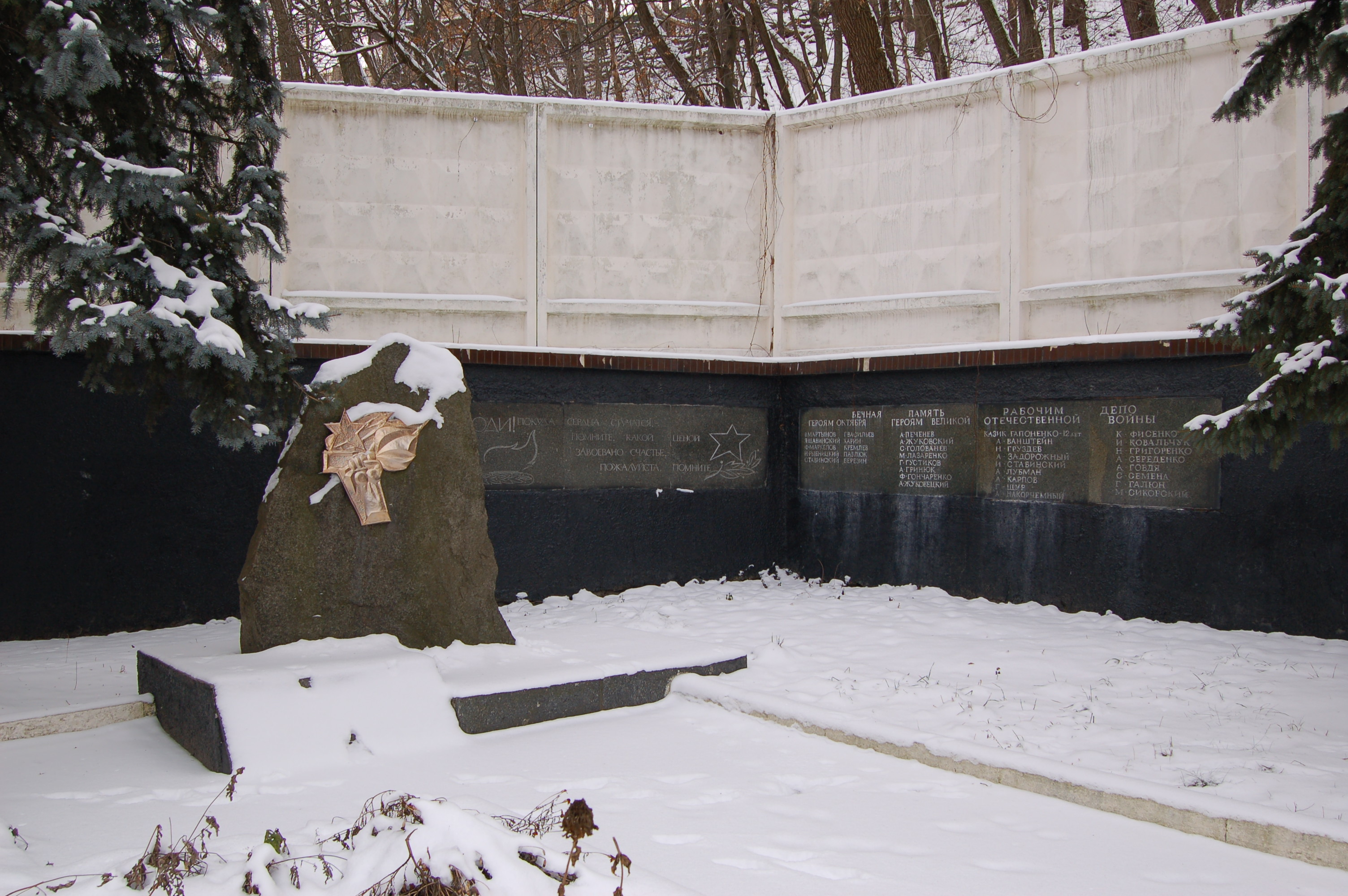
Пам'ятний знак на честь робітників локомотивного депо, які загинули в роки революції та Великої Вітчизняної війни в Києві
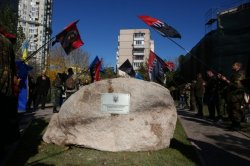
Відкриття пам'ятного знаку на честь героїв-добровольців АТО
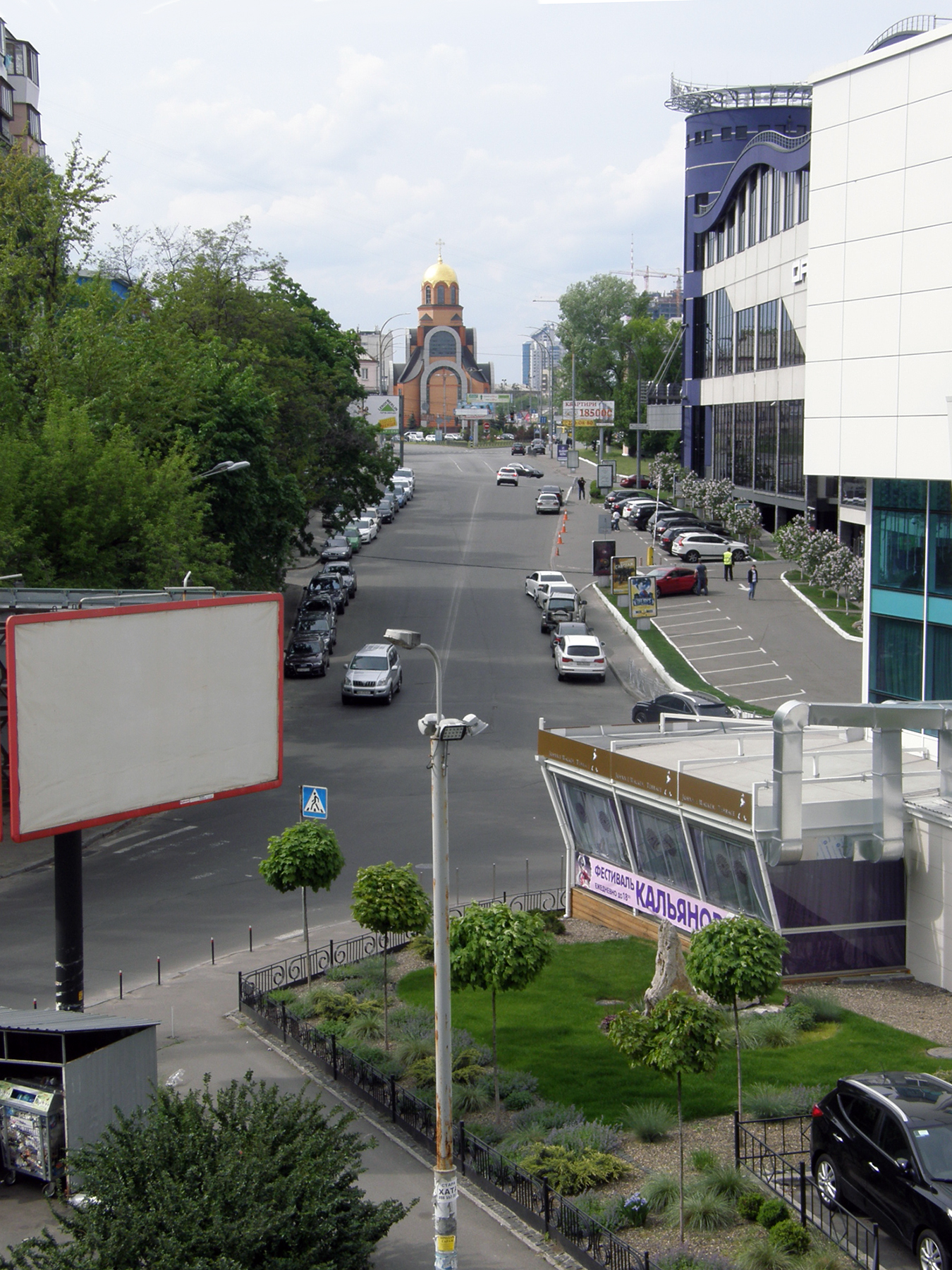
Відрізок вулиці, що перетинає вулицю Митрополита Василя Липківського та далі розгладжується на вулиці Георгія Кірпи та Січеславську